# Коняево (Ярославская область)
Коняево — деревня Арефинского сельского поселения Рыбинского района Ярославской области .
Деревня расположена на северо-западе сельского поселения. Деревня имеет одну основную улицу, протянувшуюся вдоль левого берега реки Золотуха, непосредственно перед её впадением (слева) в реку Морма. Ниже Коняева по течению, уже на берегу Мормы, стоит деревня Хламово. Выше по течению Золотухи непосредственно соприкасаясь с Коняевым стоит деревня Овинища. На юг от Коняева незаселенный лесной массив, бассейна реки Мормы . 
Деревня Каняева обозначена на плане Генерального межевания Рыбинского уезда 1792 года.
На 1 января 2007 года в деревне Коняево числилось 60 постоянных жителей . Почтовое отделение, расположенное в центре сельского поселения селе Арефино обслуживает в деревне Коняево 26 домов .